# Chiến tranh Thụy Điển – Đan Mạch (1658–1660)
Chiến tranh Thụy Điển - Đan Mạch (1658 - 1660) là cuộc chiến tranh thứ hai của vua Karl X Gustav của Thụy Điển chống Đan Mạch. Cuộc chiến tranh này xảy ra chỉ chưa đầy 6 tháng sau khi hai bên đã ký Hòa ước Roskilde, trong đó Đan Mạch phải nhượng gần một nửa lãnh thổ cho Thụy Điển

## Diễn tiến chiến cuộc
Vua Karl X Gustav của Thụy Điển chưa hài lòng với Hòa ước Roskilde ngày 26.2.1658. Ngày 7.8.1658 Karl tập trung 6.000 quân gồm khoảng 4.800 bộ binh và 1.200 kỵ binh tại Kiel (nay thuộc Đức) và chở tới Korsør (tây nam Zealand) cho đổ bộ lên Zealand phối hợp với số quân còn đồn trú tại Đan Mạch (sau Hòa ước Roskilde) cùng tiến về Copenhagen. Ngày 11.8.1658, đoàn quân tới Valby Bakke (nam Copenhagen). Quân Đan Mạch phòng thủ trong thành dưới quyền chỉ huy của tướng Hans Schack chỉ gồm một số ít quân được huấn luyện đầy đủ, còn lại là các quân mới động viên, nhưng quyết tâm chiến đấu. Quân Thụy Điển đồn trú tại Brønshøj và Utterslev và bắt đầu vây hãm Copenhagen, cắt đứt mọi nguồn cung cấp thực phẩm và nước cho Copenhagen. Ngày 23.8.1658, quân trong thành tìm cách phản công từ phía Vesterbro (phía tây), nhưng bị đẩy lui. Sau đó nhiều cuộc phản công khác cũng cùng chung số phận.
Ngày 6.9.1658, Thụy Điểm chiếm pháo đài Kronborg (tại Helsingør) và tăng cường pháo kích Copenhagen. Ngày 8.10.1658, Karl X cho quân đổ bộ lên đảo Amager (giáp Copenhagen), chiếm Dragør và Kastrup (cách trung tâm Copenhagen khoảng 12 km). Người Đan Mạch đốt trụi 2 thành phố Sundby đông và Sundby tây để khỏi rơi vào tay quân Thụy Điển.
Trong lúc đó Hà Lan phái một hạm đội chở binh lính và thực phẩm sang tiếp viện cho Đan Mạch. Ngày 20.10.1658, hạm đội này tới Skagen (mỏm cực bắc bán đảo Jutland) và ngày 22.10 thì tới phía bắc đảo Zealand.

## Cuộc hải chiến ở Eo biển Oresund
Khi nghe tin hạm đội Hà Lan tới Zealand thì quân Thụy Điển rút khỏi Amager. Ngày 29.10.1658, hạm đội Hà Lan gồm 41 tàu chiến với 1.413 súng đại bác đụng độ với hạm đội Thụy Điển gồm 45 tàu chiến và 1.838 súng đại bác trong trận hải chiến ở Eo biển Oresund. Hai bên giao chiến dữ dội, tới buổi chiều cùng ngày thì hạm đội Thụy Điển phải rút lui. Hạm đội Hà Lan chuyển lương thực, binh lính và khí giới tiếp tế vào Copenhagen cho Đan Mạch.

## Cuộc vây hãm Copenhagen
Sau khi hạm đội Thụy Điển thua trận ở Eo biển Oresund thì quân bộ binh cũng rút khỏi Copenhagen, trở về trại Brønshøj. Tại đây Karl X chuẩn bị ở lại lâu dài và dần dần biến trại quân này trở thành 1 thành phố gọi là Carlsstad.
Ngày 9.2.1959, quân Đan Mạch đẩy lui 2 cuộc tấn công nhằm đánh lạc hướng của Thụy Điển ở Christianshavn và Slotsholmen. Đêm 10 - 11.2.1659, cuộc tấn công chính của Thụy Điển diễn ra nhắm vào Slotsholmen, nhưng bị quân Đan Mạch đẩy lui. Tới 5 giờ sáng 11.2, quân Thụy Điển phải rút lui, thiệt hại khoảng 1.000 quân.
Sau đó là cuộc tạm đình chiến để chôn binh sĩ bị chết. Thụy Điển tiếp tục vây hãm Copenhagen nhằm làm cho người Đan Mạch trong thành bị đói. Khi băng tan vào tháng 3 năm 1659, người ta tìm cách chở thực phẩm tiếp tế cho Copenhagen, nhưng đều bị Thụy Điển ngăn chặn. Trong thành cạn kiệt lương thực và phải đào giếng lấy nước uống. Đến tháng 7 năm 1659, hạm đội Hà Lan trở lại thì cuộc phong tỏa của Thụy Điển bị phá vỡ.
Quân Thụy Điển vẫn đồn trú tại trại Brønshøj, nhưng trận chiến bây giờ quay sang bán đảo Jutland và đảo Fyn. Trong thời gian này Copenhagen vẫn bị vây, nhưng không có cuộc tấn công nào xảy ra

## Trận chiến ở Nyborg
Thời đó, Thụy Điển cũng chiếm một số nơi ở Phổ và vùng Pommern (Ba Lan) và bị quân Ba Lan và Áo đánh đuổi từ phía nam. Một đội quân Áo dưới quyền chỉ huy của tướng Ernst Albrecht von Eberstein tiến lên đánh đuổi quân Thụy Điển ở bán đảo Jutland. Tướng Đan Mạch Hans Schack tới Eckernförde (nam Schleswig, Đức hiện nay) hội ý với tướng Eberstein. Sau đó, ngày 27.10.1659 quân của tướng Schack đi tàu từ Kiel lên Eo biển Storebælt, tìm cách tấn công bất ngờ vào quân Thụy Điển tại Nyborg (phía đông đảo Fyn), nhưng không thành công. Ngày 31.10.1659 Schack đổ bộ lên tấn công và thắng quân Thụy Điển ở Kerteminde (đảo Fyn). Ngày 9.11.1659, quân của Schack tiến vào chiếm thành phố Odense (đảo Fyn). Ngày 11.11.1659 quân của Schack hợp với quân của Eberstein (lúc đó đã chiếm Jutland rồi qua Eo biển Lillebælt sang đảo Fyn). Ngày 14.11.1659, quân của Schack và Eberstein bắt đầu tấn công quân Thụy Điển tại Nyborg, hôm sau quân Thụy Điển đầu hàng.

## Hòa bình
Ngày 13.2.1660, vua Karl X Gustav của Thụy Điển từ trần tại Göteborg. Con của Karl X là Karl XI lúc đó mới hơn 4 tuổi lên nối ngôi. Hai bên thương thuyết hòa bình. Ngày 27.5.1660 Đan Mạch và Thụy Điển ký Hòa ước Copenhagen, chấm dứt cuộc chiến.